# Anomiopus howdeni
Anomiopus howdeni är en skalbaggsart som beskrevs av Canhedo 2006. Anomiopus howdeni ingår i släktet Anomiopus och familjen bladhorningar. Inga underarter finns listade i Catalogue of Life.